# Ermelino Matarazzo (São Paulo)
Ermelino Matarazzo est un district situé dans la zone est de la municipalité brésilienne de São Paulo, capitale de l'État homonyme, il compte 113 615 habitants, selon les informations du recensement démographique de 2010, 97,3 % de ces personnes travaillant en dehors du quartier.
Le district borde la municipalité de Guarulhos au nord, les districts de Vila Jacuí et de Ponte Rasa à l'est et à l'ouest il borde le district de Penha.
Le nom du district a été donné en l'honneur du fils du comte Francesco Matarazzo, né à Sorocaba, Ermelino Matarazzo, en 1883. Le garçon était le successeur de son père, mais il mourut tôt dans un accident de voiture, à Bruzolo - Turin, en 1920.

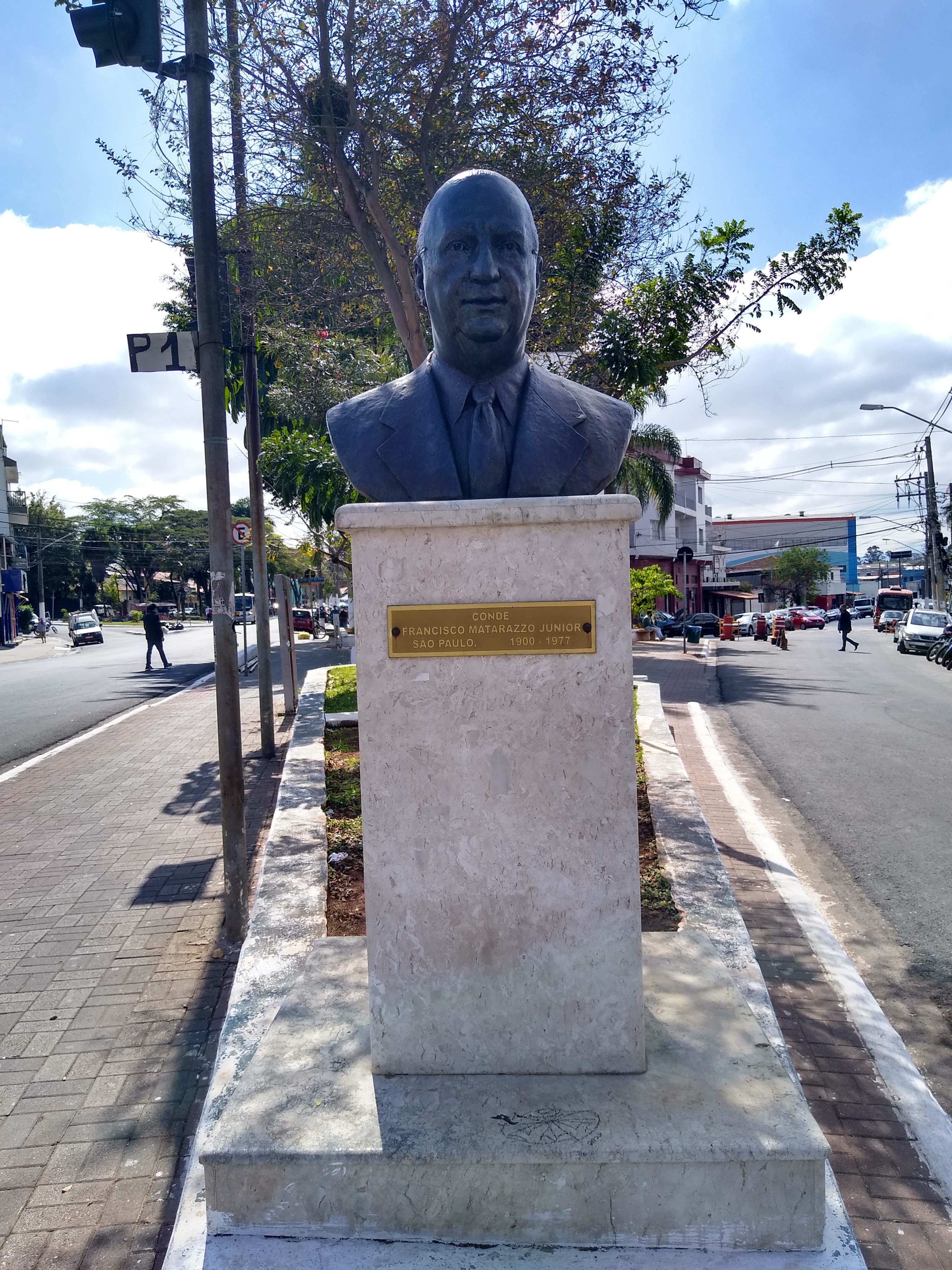
Statue du comte Francisco Matarazzo

Le quartier d'Ermelino Matarazzo totalise une superficie de 8,70 km² et comprend sur son territoire la Macrozone de Protection de l'Environnement et la Macrozone de Structuration et Qualification Urbaines. Sur le territoire d'Ermelino Matarazzo se trouve également le sous-bassin du ruisseau Mongaguá, qui comprend les ruisseaux Ponte Rasa, Franquinho et Mongaguá, qui se jettent dans la rivière Tietê.

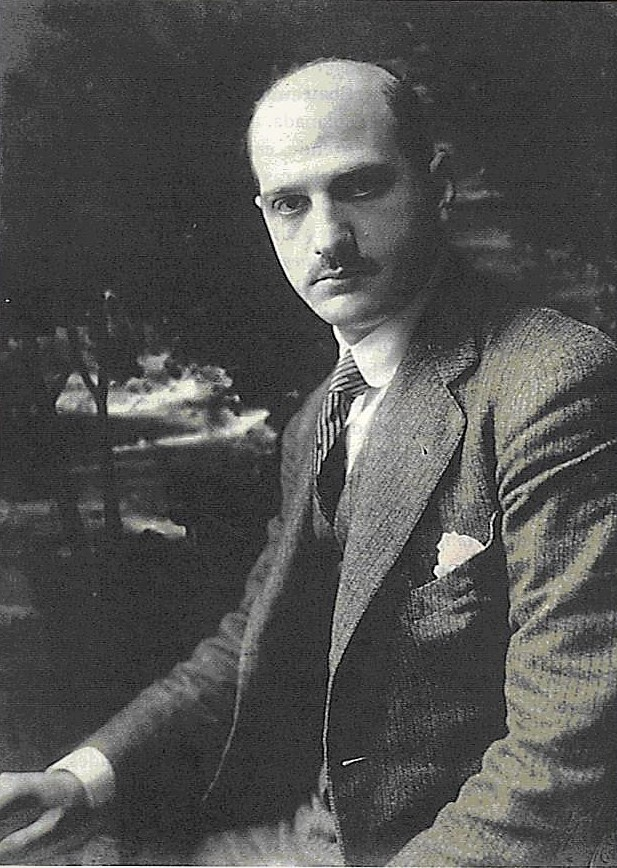
Comte Ermelino Matarazzo

## Histoire
Le développement du quartier d'Ermelino est lié au processus initial de colonisation du pays depuis le XVIe siècle.
La région, à l'époque, était occupée par les Indiens Guaianá des villages Ururaí qui vivaient sur la rive gauche de la Tietê, mais il existe des registres de terres données par des lettres de sesmarias aux bandeirantes qui ont progressivement envahi les terres indigènes, datant de 1580. Les anciennes terres s'appelaient "Jaguaporeruba".
Au milieu du XVIIIe siècle, il y a une référence au Site de Piraquara (Trou du poisson en Tupi), dans le Testament du Capitaine Paulo da Fonseca, le même site apparaît dans le Testament de Baltazar Veiga Bueno, en 1739. Au siècle suivant, le site en question est en possession du Père Manuel de Souza, de sorte que les plaines inondables de Tietê ont été occupées, créant Chácara Quindarussu et Chácara Itapegica,
Avec le processus d'industrialisation de São Paulo, au début du XXe siècle, les grandes fermes et les fermes ont été vendues par lots, initiant le phénomène d'urbanisation qui a amené des centaines d'habitants dans la région, des migrants et des immigrants, principalement des Portugais et des Italiens. qui ils ont cherché des opportunités d'emploi dans les industries du centre-ville et des logements moins chers dans la région périphérique.
Vers 1913, la famille Matarazzo acheta un terrain dans la région qui allait s'appeler Ermelino Matarazzo.

### Famille Matarazzo

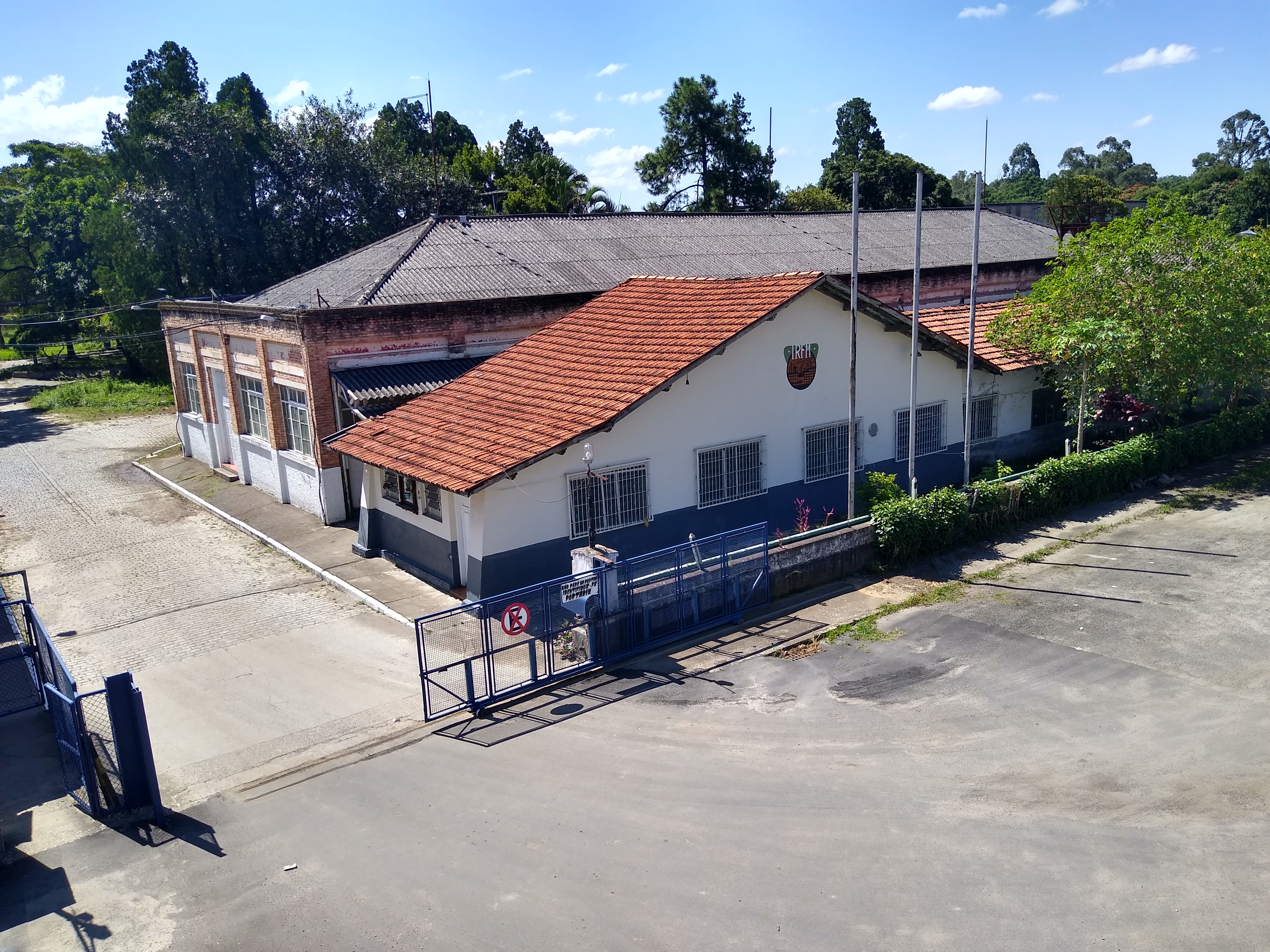
Installations des Industries Matarazzo

En 1913, les industries Matarazzo, sous le commandement de Francesco Matarazzo, acheta à différents propriétaires de vastes terres qui étaient subdivisées, donnant à la région un nouveau nom, Jardim Matarazzo.
Quelques années plus tard, la construction commence sur l'Estrada de Rodagem São Paulo / Rio et l'Estrada de Ferro Variante Poá, dont la gare porte le nom du premier fils brésilien du comte, né au Brésil, Ermelino Matarazzo, alors que le chemin de fer traversait les terres familiales.
L'amélioration des transports obligea les Matarazzo à vendre 10% des lots acquis au début du siècle, créant un petit village autour de la nouvelle gare. Ce n'est qu'en 1946 que les industries Matarazzo ont été établies dans la région, mettant en œuvre l'IRFM - Indústrias Reunidas Francisco Matarazzo.
Cependant, le processus d'industrialisation a été de courte durée à cette époque, en raison des industries préférant les quartiers proches des autoroutes, ce qui a radicalement changé le profil de la région, qui a commencé à offrir des terrains moins chers, sans infrastructure, recevant une grande masse de travailleurs. Les habitants du nord-est et, plus tard, les italiens, attirés par l'industrie de la famille Matarazzo, résultant en un quartier à prédominance résidentielle.
Plus tard, avec la construction de la Rodovia dos Trabalhadores, actuellement la Rodovia Ayrton Senna, et à proximité de l'aéroport international de Cumbica, le quartier a de nouveau accueilli certaines industries, notamment chimiques, qui continuent de fonctionner dans la région. Cependant, le nombre d'établissements commerciaux et de services continue d'augmenter, reflétant la tendance à l'externalisation qui s'opère dans toute la ville.

### Les quartiers d'Ermelino Matarazzo
Le premier village à émerger fut Jardim Matarazzo, après 1940, de nouveaux quartiers ont émergé, comme suit :
- Jardim Belém
- Jardim Keralux
- Jardim Matarazzo
- Jardim Verônia
- Parque Boturussu
- Parque Guedes
- Vila Cisper
- Vila Guaraciaba (partie)
- Vila Nova Teresa
- Vila Paranaguá
- Vila Robertina
- Vila Sílvia (partie)

### Émancipation politique
Le district d'Ermelino a été subordonné à São Miguel Paulista jusqu'en 1959, date à laquelle il a été démembré par la loi nº 5285 du 18 février 1959.
Le 29 novembre 2010, la loi municipale 15 342 a été promulguée, rédigée par le politicien Chico Macena, qui a établi la date officielle du 7 février comme jour de fondation d'Ermelino Matarazzo, y compris le calendrier municipal de la ville.
Parmi les réalisations figurent l'USP Leste, Fatec, Unifesp, parmi beaucoup d'autres.

## Aspects économiques
Le commerce et les services prédominent en tant qu'activité économique dans la région, concentrés principalement sur les avenues São Miguel, Boturussu, Paranaguá et Olavo Egídio de Sousa Aranha, et sur la rue Prof. Antônio de Castro Lopes, entre autres.
Le quartier est traversé par la ligne 12 de la CPTM et compte deux gares, la gare d'USP Leste et la gare de Comendador Ermelino, il abrite le Parc écologique de Tietê, en plus de EACH-USP Leste, l'École des arts, des sciences et des sciences humaines de l'université de São Paulo, ouverte en 2005.

## Religion
Le quartier est connu pour les diverses mobilisations sociales, liées à la paroisse São Francisco de Assis, avec le chef religieux et communautaire Père Antônio Luís Marchioni, (Père Ticão), mais il existe d'autres lieux de prière importants :
Paroisse São Francisco de Assis - fondée en 1958 - Rua Miguel Rachid, 997
Paroisse São José - R. José Lopes Rodrigues, 495
Chapelle Nossa Senhora Aparecida - Rua Dr. Assis Ribeiro, 7934

## Questions de la région

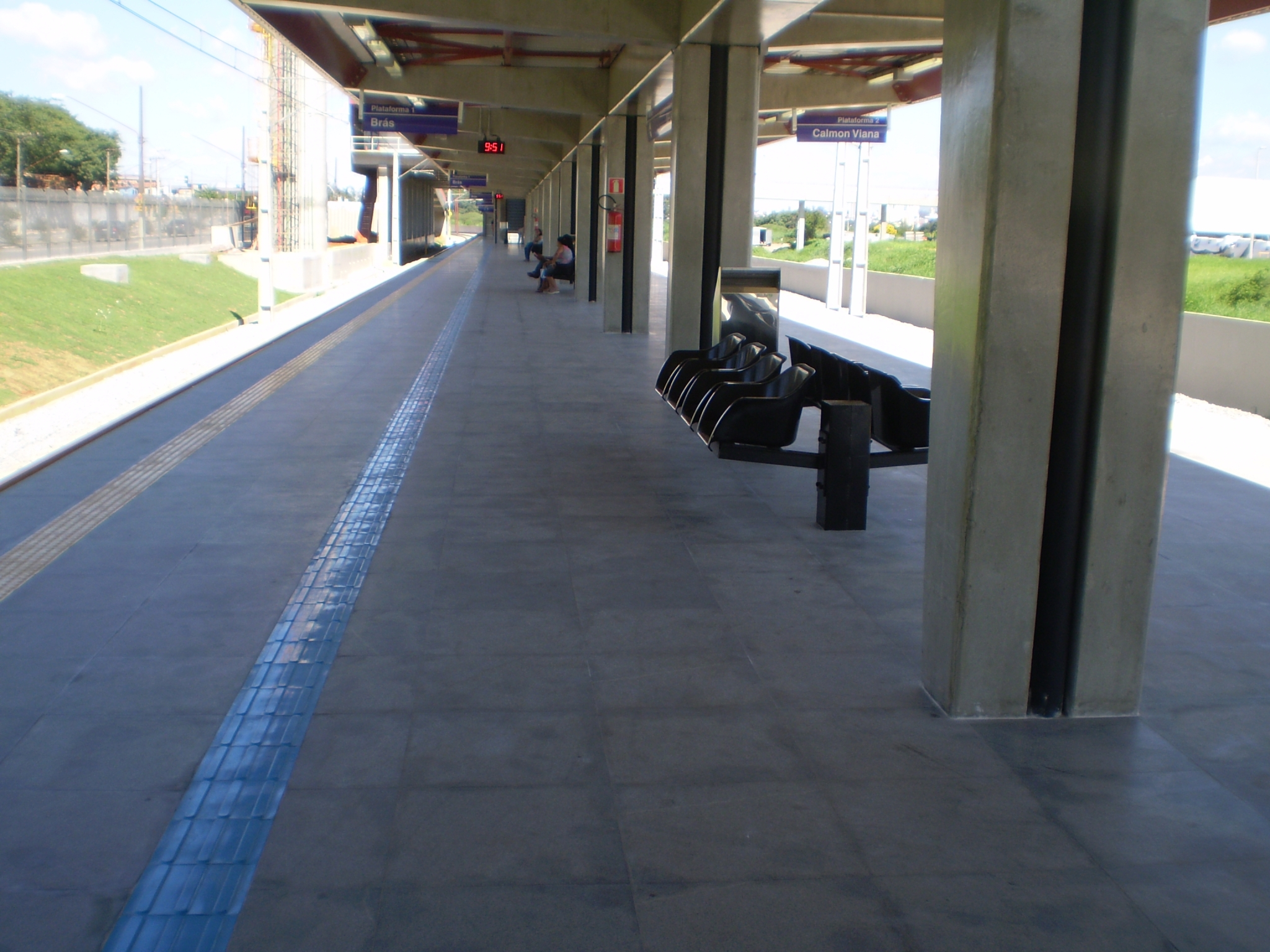
Gare d'USP Leste - CPTM

Le district d'Ermelino Matarazzo se caractérise par une région relativement pauvre de la ville (bien qu'avec un IDH considéré comme élevé, supérieur à 0,800), mais avec un grand potentiel de croissance, principalement en raison de la création en 2005 de l'École des arts, des sciences et des sciences humaines de l'université de São Paulo et la proximité de l'aéroport International de Guarulhos.
Le principal besoin de la région est celui des emplois, 97% de la population (recensement 2010) ne travaille pas dans le quartier, ce qui signifie que ces travailleurs ont un grand besoin de locomotion, et donnent au quartier des allures de dortoir.
En matière d'éducation, les besoins les plus importants concernent les crèches et les lycées, dont la demande peut atteindre 6000 places.
Sur le plan de la santé, bien que le réseau primaire soit en nombre suffisant, la population revendique la couverture de spécialités telles que la dentisterie, la psychiatrie, l'orthophonie, entre autres. Il est également nécessaire d'agrandir l'hôpital Ermelino Matarazzo, car il répond actuellement à une grande partie de la demande de la zone est.
Quant à l'assainissement de base, 99,7% des ménages sont raccordés au réseau public d'approvisionnement en eau. Quant au réseau d'assainissement, bien qu'environ 90% des ménages soient raccordés, seuls 26% bénéficient d'un traitement. Le reste est rejeté dans les cours d'eau de la région, en particulier dans les zones de Jardim Keralux, Favela Mungo Park et Córrego Ponte Rasa. Il convient également de considérer que de nombreuses occupations illégales dans la région se situent dans des zones non aedificandi, qui devraient être supprimées afin de ne pas endommager le système d'approvisionnement en eau.
D'autres points à noter incluent une augmentation des connexions entre le quartier et le Parc écologique de Tietê et l'installation de transports en commun qui font une connexion directe entre ce district et le district de Ponte Rasa.
Malgré tous les problèmes, un aspect de la région qui peut être loué est l'intense mouvement culturel. Plusieurs groupes civils, formels et informels, s'organisent dans le quartier afin de combler le manque de contenu culturel et artistique de la population, souvent concentrée au centre de la ville. Des groupes tels que Periferia Invisível, Tenda Literária, Os Mesquiteiros, Grupo do Balaio, Núcleo Filó, Cultura ZL, MQG, La Escada, entre autres, promeuvent l'articulation culturelle dans le quartier depuis quelques années, transformant le quartier en un grand centre de culture, avec un énorme potentiel de croissance.